# Église Sainte-Croix d'Aggius
L'église Sainte-Croix d'Aggius, en  italien : Chiesa di Santa Croce, est une église construite au début du XVIIIe siècle, située à proximité immédiate de l'église paroissiale Sainte-Victoire et dépendant de la paroisse Santa Vittoria d'Aggius. 

## Histoire
La construction débute en 1709 et cette date figure en haut du portail. Originellement elle ne compte que deux travées et elle fut agrandie en 1763.
L'église est complètement restaurée en 1982 à la suite notamment de l'effondrement partiel de 1973.  

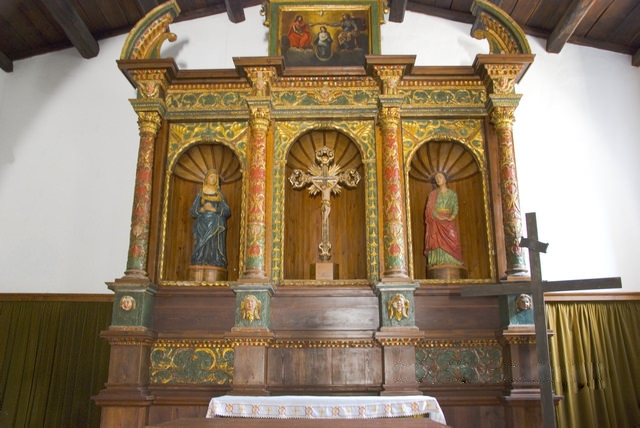
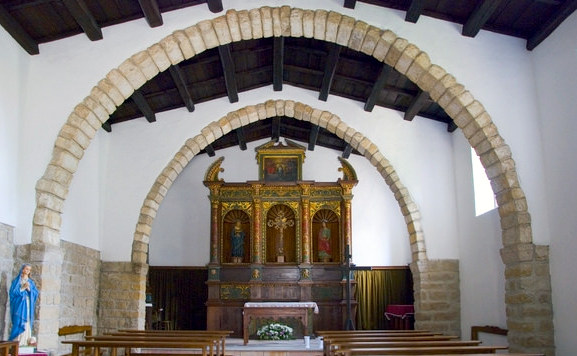
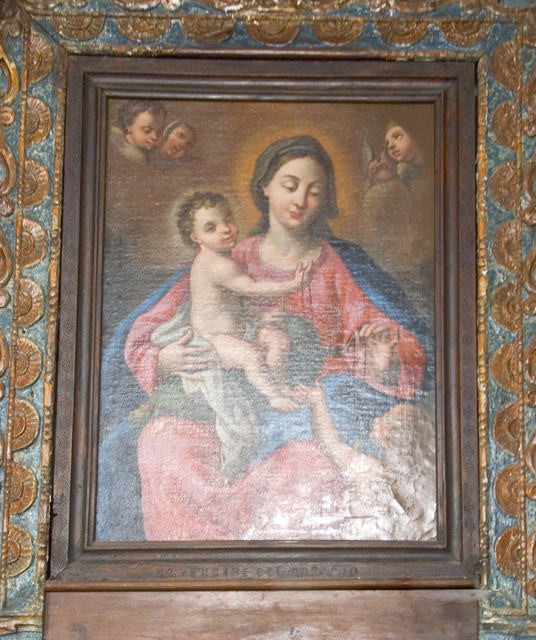
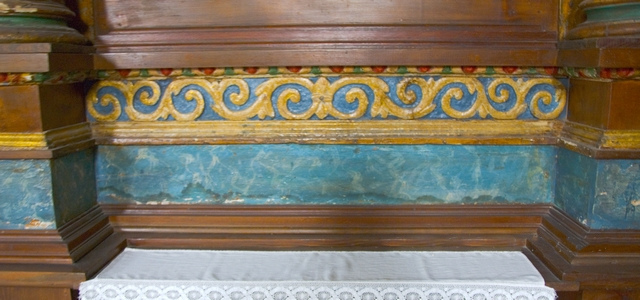